# Успение Богородично (Слоещица)
Вижте пояснителната страница за други значения на Успение Богородично.
„Успение Богородично“ или „Света Богородица“ (на македонска литературна норма: „Света Богородица“) е възрожденска православна църква в демирхисарското село Слоещица, Северна Македония. Църквата е под управлението на Крушевско-Демирхисарската епархия на Македонската православна църква.
Църквата е разположена в източния край на селото. Алексо Стефанов в спомените си разказва, че средствата за строежа на църквата са дадени от него, след като четата му убива в Слоещица двама харамии от Папрадище и взима и парите им.
В архитектурно отношение църквата е голяма засводена еднокорабна базилика. Според надписа на южния зид е изградена в 1908 година от майстор Марко Трайанов (Трано) от село Мало Илино. Зидана е с ломен камен, като венецът и апсидата са от дялан бигор, а прозорците от дялан мрамор. Фасадите са фугирани, покривът е от керемиди, а този на апсидата от ламарина. По-късно на запад е залепена квадратна триетажна камбанария, покрита с ламарина.
Резбите в храма са дело на Георги Чуранов и Дуко Дельов, който използва много зооморфни елементи – към растителните добавя фигури на лъвове, вълци, орли, бухали, змии.
Според надписа над входа на западната страна църквата е изписана в 1924 – 1925 година от зографа Константин Николов и синовете му Яким и Теодосий от Лазарополе.